# Museu de Stálin de Khoroshevo
Museu de Stálin de Khoroshevo é um museu localizado no distrito de Khoroshevo-Mnevniki, na Rússia. Inaugurado em 2015, sua abertura faz parte das comemorações do 70° aniversário da Grande Guerra Patriótica.
Administrado pela "Russian Military-Historical Society", com financiamento do Ministério da Cultura da Rússia, o museu é dedicado a imagem do líder soviético Josef Stálin. A casa em que se encontra o museu, foi o local que recebeu Stálin em sua úncia visita na frente de batalha, na Segunda Guerra Mundial, em agosto de 1943.

## Histórico
O museu foi inaugurado em 2015 e fica localizado numa antiga casa onde o líder soviético teria ficado durante a implosão da Segunda Guerra Mundial. Em frente a pequena casa azul que conta com uma série de informações sobre a vida de Josef Stálin, tem um busto do russo. A teoria é de que o local contou com um dos quartos onde Stálin organizou uma das estratégias do Exército Vermelho para expulsar as tropas nazistas. 